# Orosz százrubeles bankjegy
A 100₽ vagy 100 rubel értékű bankjegy az orosz rubel egyik bankjegye, 1998 óta a régi 100,000 rubeles bankjegy helyettesíti. Forgalomban gyakori, az összes forgalomban lévő rubelbankjegy 17%-át teszi ki.

## Adatok[2][3][4][5][6][7]

### Forgalmi bankjegyek
| Előlap | Hátlap | Méret       | Előlap                                                                 | Hátlap                 | Nyomtatás        | Státusz     |
| ------ | ------ | ----------- | ---------------------------------------------------------------------- | ---------------------- | ---------------- | ----------- |
|        |        | 130 × 57 mm | Orosz zászló a Kremlen                                                 | Kreml                  | 1993             | Kivonva     |
|        |        | 150 × 65 mm | Moszkvai Nagyszínház                                                   | Moszkvai Nagyszínház   | 1997, 2001, 2004 | Forgalomban |
|        |        | 150 × 65 mm | Kreml, Zarjagyje Park, Moszkvai Állami Egyetem, Osztankinói tévétorony | Szovjet katona emlékmű | 2022             | Forgalomban |

### Emlékbankjegyek
| Előlap | Hátlap | Méret       | Előlap                                                       | Hátlap | Nyomtatás | Státusz     |
| ------ | ------ | ----------- | ------------------------------------------------------------ | --- | --------- | ----------- |
|        |        | 65 × 150 mm | Snowboardos férfi, stadion                                   | Fist Olimpiai Stadion | 2014      | Forgalomban |
|        |        | 65 × 150 mm | Szevasztopoli krími háborús "Elsüllyesztett hajók" emlékműve | Fecskefészek-kastély | 2015      | Forgalomban |
|        |        | 65 × 150 mm | Egy kisfiú nézi Lev Ivanovics Jasin védését                  | Egy focilabda alakú föld, rajta zölddel Oroszország (beleértve a Krímet), a 2018-as labdarúgó-világbajnokságnak helyet adó városok nevei | 2018      | Forgalomban |